# U-20サッカーソビエト連邦代表
U-20サッカーソビエト連邦代表は、ソビエト連邦サッカー連盟によって編成されていたソビエト連邦のサッカーの20歳以下のナショナルチームである。現在はソビエト連邦の崩壊によりチームが編成されていない。

## 解説
FIFA U-20ワールドカップには6回出場し、1977年の第1回大会にて初代王者に輝いた。UEFA U-19欧州選手権には18回出場。1991年に行われた1992年のU-19欧州選手権予選を勝ち抜き、U-20サッカーCIS代表として出場した。1993年のFIFAワールドユース選手権では欧州予選で敗退していたため、1992年のU-19欧州選手権がソビエト連邦及びCISとしての最後の国際大会出場でもあった。結果は1992年7月20日に行われた準々決勝で、ノルウェーに4-4の末、PK戦で1-3と敗れ、代表としての歴史に幕を閉じた。

## FIFA U-20ワールドカップ
- 1977 優勝
- 1979 準優勝
- 1981 予選敗退
- 1983 グループリーグ敗退
- 1985 4位
- 1987 予選敗退
- 1989 決勝トーナメント準々決勝敗退
- 1991 3位
- 1993 予選敗退[2]